# Anoba disjuncta
Anoba disjuncta là một loài bướm đêm trong họ Erebidae.